# Gacyny
Gacyny (albo: Gacyna, kaszb. Gacynë) - nieoficjalny przysiółek wsi Łężyce położona w województwie pomorskim, w powiecie wejherowskim, w gminie Wejherowo.
Miejscowość leży na obszarze Trójmiejskiego Parku Krajobrazowego. Osada stanowi część sołectwa Łężyce.